# José Luis Bonet
José Luis Bonet Ferrer (Barcelona, 4 de diciembre de 1941) es un empresario español, presidente de la Cámara de Comercio de España y de Freixenet.

## Biografía
Nació en Barcelona en 1941 en el seno de una familia de empresarios dueños de la empresa Freixenet. Estudió Derecho en la Universidad de Barcelona y se licenció, con premio extraordinario de licenciatura, en 1963. En 1966 fue nombrado director comercial de Freixenet, empresa española dedicada a la venta de cava. Posteriormente, se doctoró en Derecho por la Universidad de Barcelona y obtuvo un sobresaliente cum laude. Entre 1984 y 2012 fue profesor titular de Economía Política y Hacienda Pública de la Facultad de Derecho de la Universidad de Barcelona. 
En marzo de 1999 fue nombrado presidente del Grupo Freixenet, sustituyendo a su tío José Ferrer, y sigue en el cargo. Desde 2002, es presidente de la Asociación de Marcas Renombradas Españolas y de la Asociación para el Fomento del Desarrollo Agroalimentario, además de ocupar desde julio de 2000 la presidencia de  Alimentaria de Barcelona. En 2013 fue condecorado con la Medalla al Mérito en el Comercio del Ministerio de Economía y Competitividad de España. El 19 de noviembre de 2014 fue nombrado primer presidente de la Cámara Oficial de Comercio, Industria, Servicios y Navegación de España.

## Distinciones
- Gran Cruz de la Orden del Mérito Civil, otorgada por el  Gobierno de España (2 de julio de 2024)[4]
- Doctor honoris causa por la Universidad Abat Oliva CEU (2 de octubre de 2024)[5]